# Pilobolus roridus
Pilobolus roridus är en svampart. Pilobolus roridus ingår i släktet slungmögel och familjen Pilobolaceae.

## Underarter
Arten delas in i följande underarter:
- umbonatus
- roridus